# Христо Лекарски
Христо Ангелов Велков Лекарски е български лекар от епохата на Възраждането.

## Биография
Христо Лекарски е роден в края на XVIII век в село Богослов, Кюстендилско. Брат му Илия Ангелов също е лекар, както и синът му Иван Лекарски (1812 - 1878). Дванадесетгодишен заминава за Солун и постъпва чирак в италианска аптека в града, в която приготвя лекарства и лекува болни. Научава италиански, френски, гръцки, латински и турски, както и лекарския занаят, държи изпит и след сполучливото си представяне е назначен за лекар в град Скопие. Като военен лекар участва в похода срещу гръцките въстаници в 1821 година. В турски документ от 1821 г., издаден от нишкия комендант, се дава право на хекимина Христо да пътува свободно и да му се дават коне, дето замине. През 40-те години на ХІХ век установява частна практика в град Кюстендил.